# Princípio da legalidade
O Princípio da legalidade é um dos princípios mais importantes no Direito Constitucional. Bandeira de Mello considera-o principio capital para a configuração do regime jurídico-administrativo, e que este é a essência do Estado de Direito, pois lhe dá identidade própria.
A atual  Constituição brasileira de 1988  estabelece o princípio da legalidade para todos os indivíduos em território nacional, segundo o texto do artigo 5º,  inciso II  “ninguém será obrigado a fazer ou deixar de fazer alguma coisa senão em virtude de lei”.
O princípio da legalidade estabelece a pauta dos  direitos e deveres de todos os cidadãos, e constitui-se como matriz da atuação da Administração Pública, quando  esta tem o poder de sacrificar juridicamente interesses individuais, como a liberdade e a propriedade privada.

## Antecedentes históricos
- Carta Magna de João Sem Terra, de 1215, na Inglaterra;
- Dos Delitos e das Penas, de 1764, de Cesare Beccaria;
- Bill of Rights, de 1772, da Filadélfia;
- Declaração de Direitos de Virgínia, de 1776;
- Constituição de Maryland, de 1776;

## Direito Constitucional
Este princípio está presente na Declaração dos Direitos do Homem e do Cidadão de 1789 em seu artigo 4º estabelecendo assim a transição entre o Estado de Polícia e o Estado de Direito transformando as relações do entre individuo e Estado que eram praticadas de forma antidemocrática e autoritária por este para um período de garantia da democracia e da liberdade dos indivíduos, cabe ressaltar que esta alteração não foi instantânea e levou décadas para que se concretiza-se em um direito realmente de todos.  
No Brasil, ele encontra-se na  Constituição da República Federativa do Brasil de 1988 em seu artigo 5º, inciso II com a seguinte redação: "Ninguém será obrigado a fazer ou deixar de fazer alguma coisa senão em virtude de lei;"  aqui se encontra a base no nosso ordenamento jurídico para que se possa transmitir paras as normas infraconstitucionais devido a hierarquia da Constituição perante das demais normas.
A finalidade deste princípio está,como dito anteriormente, na limitação do Estado e também dos indivíduos, afinal este princípio é destinado tanto aos Poderes Públicos quanto aos particulares. Uadi Lammêgo Bulos em Curso de Direito Constitucional  estabelece que:
Quanto aos Poderes Públicos: o Executivo, o Legislativo e o Judiciário devem agir dentro da lei; qualquer ação por parte deles, seja para ordenar ato (conduta positiva), seja para abster fato (conduta negativa), somente será juridicamente válida se nascer da lei em sentido formal;
Quanto aos particulares: nas relações privadas, tudo aquilo que não for proibido pela lei é tido como permitido (princípio da autonomia da vontade) .
Sendo assim apenas o ente Legislativo pode criar comandos positivos ou negativos para que possam vir a ser cumpridos tanto pelos demais poderes quanto pelos particulares, contudo, ele possui certos limites afinal nenhum princípio é absoluto e cada um deve ser observado conforme o caso concreto conforme adeptos do pós-positivismo compreendem que é a partir do caso concreto que se pode ponderar princípios podendo dar a melhor interpretação para a norma no caso.

## Princípio da Legalidade e Princípio da Reserva Legal
O princípio da legalidade possui um estreito laço com o princípio da reserva legal, entretanto, não tem o mesmo sentido, sendo que a legalidade está contida no elo de sujeição ou subordinação das pessoas, órgãos e entidades às leis, já o princípio da reserva legal ou cláusula de reserva da lei estabelece quanto aos direcionamentos que irão tratar de determinado assunto sendo a reserva absoluta da lei quando o legislador menciona expressões do tipo: a lei regulará, a lei complementar organizará, a lei poderá definir; outra ramificação é a reserva relativa da lei que ocorre quando o legislador usa de fórmulas como: nos termos da lei, no prazo da lei, na forma da lei, com base na lei, nos limites da lei. Por fim a última é a reserva indelegável da lei que determina que apenas o Congresso Nacional será competente para discutir determinados assuntos.

## Direito penal
Constitui uma efetiva limitação do poder punitivo estatal. Embora seja hoje um princípio fundamental do Direito Penal, seu reconhecimento percorreu um longo processo, com avanços e recuos, não passando, muitas vezes, de simples “fachada formal” de determinados Estados. Feuerbach, no início do século XIX, consagrou o princípio através da fórmula nullum crimen, nulla poena sine lege. O princípio é um imperativo que não admite desvios nem exceções pois representa uma conquista da consciência jurídica obedecendo a exigências da justiça que somente os regimes totalitários tem o negado. Em termos esquemáticos, pode se dizer que a elaboração de normas incriminadoras é função exclusiva da lei, ou seja, nenhum fato pode ser considerado crime e nenhuma pena criminal pode ser aplicada sem que antes da ocorrência desse fato exista uma lei definindo-o como crime e cominado-lhe a sanção correspondente. A Constituição Federal de 1988, ao proteger direitos e garantias fundamentais em seu art. 5º, inc. XXXIX, determina que não haverá crime sem lei anterior que o defina, nem pena sem prévia cominação legal.  Para que o princípio seja efetivo, é necessário que o legislador penal evite ao máximo o uso de expressões vagas ou ambíguas como forma de impedir a imposição a alguém de uma punição arbitrária ou regime disciplinar diferenciado.

### Corolários do princípio da legalidade em matéria penal
- Nullo crimen, nullo poena sine lege praevia (prévia), significa que não há crime sem lei anterior que antes venha a defini-lo, não há pena sem que haja instituição por lei.( art 1º CPB). Proibição da retroatividade da lei penal (art. 5º, XL, CF);
- Nullum crimen, nulla poena sine lege scripta (escrita), significa a proibição da fundamentação ou do agravamento da punibilidade pelo direito consuetudinário (costumeiro). Decorre da segurança jurídica. Proibição da criação de crimes e penas por meio dos costumes; os costumes só servem para a interpretação da lei (horário do repouso noturno). Só lei escrita pode prever crimes e penas;
- Nullum crimen, nulla poena sine lege stricta (proibição de analogia), significa a proibição da fundamentação ou do agravamento da punibilidade pela analogia (analogia in malam partem);
- Nullum crimen, nulla poena sine lege certa, significa a proibição da edição de leis penais indeterminadas ou do emprego de normas muito gerais ou tipos incriminadores genéricos, vazios, imprecisos, dúbios. A lei penal deve ser clara, certa, precisa, proibindo-se conceitos vagos e imprecisos.

### Exemplo
O Rufianismo, a parte que consistia em sedução de mulher honesta e virgem, era crime previsto no Código Penal Brasileiro até 2009. Se houvesse algum indivíduo cumprindo pena após este período, por este crime, deveria obrigatoriamente ser libertado e todo vestígio de condenação apagada de sua ficha criminal, pois lembre-se, a lei nunca retroage, se não em favor do réu, neste caso, sempre retroage obrigatoriamente.

## Direito tributário
No Direito Tributário, o princípio da legalidade consiste em uma limitação ao poder de tributar reservado aos entes federativos. Segundo o artigo 150, I, da Constituição Federal, os tributos só podem ser instituídos ou majorados por meio de lei. Via de regra, isso é promovido por meio de lei ordinária, mas a própria Constituição estabelece que alguns tributos devem ser criados por lei complementar, como o imposto sobre grandes fortunas.
É possível a instituição e majoração de tributo por meio de medida provisória, que possui força de lei (art. 62, caput, CF), com exceção da matéria reservada à lei complementar e respeitado o princípio da anterioridade tributária.
A lei instituidora do tributo deve conter todos os elementos necessários ao surgimento da obrigação tributária, como a definição do fato gerador e a fixação da alíquota e base de cálculo do tributo, conforme o artigo 97 do Código Tributário Nacional.

### Mitigações ao princípio da legalidade
Alguns tributos de caráter extrafiscal não precisam respeitar o princípio da legalidade, podendo ser majorados por meio de ato do Poder Executivo (um decreto, por exemplo), dentro das condições previamente estabelecidas pela Constituição Federal. Atualmente, isso se aplica aos impostos reguladores (II, IE, IPI, IOF), à CIDE-Combustível e ao ICMS-Combustível.

## Direito administrativo
O principio da legalidade, junto ao Controle da administração pelo Poder Judiciário, constitui uma das principais garantias no que diz respeito aos Direitos Individuais . A lei estabelece limites para a atuação administrativa quando esta tem por objeto a restrição ao exercício de tais direitos em benefício da coletividade .Assim, a vontade da administração pública é aquela que decorre da lei, diferente do que acontece nas relações entre particulares, onde impera a autonomia da vontade.
Em decorrência disso, a Administração Pública não pode, por simples ato administrativo, conceder direitos de qualquer espécie, criar obrigações ou impor vedações aos administrados; para tanto, ela depende da lei. Nesse mesmo sentido,uma ação que pretende apresentar-se como ação administrativa precisa estar legitimada por um preceito jurídico, que antecipadamente preveja esta ação,e sem o qual esta não poderá ser compreendida como ação do Estado.
A permissão para a prática de atos administrativos expressamente autorizados pela lei, ainda que mediante simples atribuição de competência pois esta também provém da lei, é expressão do princípio da legalidade.

## Direito Processual Civil
De forma geral, o princípio da legalidade pode ser resumido a partir do art. 5º, II da Constituição Federal, que diz que "ninguém será obrigado a fazer ou deixar de fazer alguma coisa, senão em virtude de lei." Esse princípio é o que protege a todos, pois ele traz limites à atuação do poder público a fim de coibir abusos.
No direito processual civil, ele aparece de forma expressa no Art. 8º do CPC/2015, quando traz que o juiz tem o dever de aplicar o ordenamento jurídico. Ou seja, ao desempenhar a função jurisdicional (a função de aplicação da justiça) , o juiz deve observar a aplicação do princípio da legalidade.

Esse ordenamento jurídico não abrange apenas a lei em sentido estrito, a lei feita pelo poder Legislativo, mas também inclui qualquer norma editada de forma legítima pelo poder público além dos princípios gerais, especialmente  para os Princípios constitucionais.